# Fátima do Sul
Fátima do Sul is een gemeente in de Braziliaanse deelstaat Mato Grosso do Sul. De gemeente telt 19.332 inwoners (schatting 2009).
De gemeente grenst aan Vicentina, Dourados en Caarapó.